# اسپارتو (کالیفرنیا)
اسپارتو (به انگلیسی: Esparto) یک منطقهٔ مسکونی در ایالات متحده آمریکا است که در شهرستان یولو، کالیفرنیا واقع شده‌است. اسپارتو ۱۱٫۹۱۷ کیلومتر مربع مساحت و ۳٬۱۰۸ نفر جمعیت دارد و ۵۸ متر بالاتر از سطح دریا واقع شده‌است.